# Amminadaw
Amminadaw (hebr.: עמינדב) – moszaw położony w samorządzie regionu Matte Jehuda, w Dystrykcie Jerozolimy, w Izraelu.
Leży w górach Judei.

## Historia
Moszaw został założony w 1950 przez imigrantów z Jemenu. W latach 1952–1953 osiedlili się tutaj imigranci z Afryki Północnej.

## Gospodarka
Gospodarka moszawu opiera się na rolnictwie i sadownictwie.